# ガチンコ3
ガチンコ3（ガチンコスリー）は、スターダストプロモーション所属の女性タレントで結成された女性アイドルグループである3B juniorが出演するTV番組「清塚信也のガチンコ3B junior」の企画で選抜された、3人組のユニットである（2017年から2018年には4人組ユニットとして活動）。

## 概要
- フジテレビNEXT（CS放送）で放送中の番組『清塚信也のガチンコ3B junior』から生まれたユニットで、『のだめカンタービレ』やドラマ『コウノドリ』で音楽監修でも有名なピアニスト清塚信也が、番組内で毎回3B juniorにガチンコな課題を与え徹底的に鍛えた3B juniorのメンバーから選出された。
- ももいろクローバーZの妹分として活躍する3B juniorのはちみつロケット所属の雨宮かのん、マジェスティックセブン所属の鈴木萌花、奥澤村所属の愛来、リーフシトロン所属の栗本柚希で結成された、各ユニットの枠を超えた4人組である。
- 結成時のメンバーは、雨宮かのん・鈴木萌花・愛来の3名であったが、2017年6月22日放送の『きくちから』第39回（フジテレビNEXT）にて栗本柚希の加入が発表され4名となった。
- 「ガチンコ3」の「3」は、番組名の『清塚信也のガチンコ3B junior』の「3」である。
- メンバー全員がボーカルの他にギターを演奏する。またデビュー以来「生演奏でしか歌唱したことがない」という稀有な経歴を持つアイドルグループとして活動している。
- 派生ユニットとして栗本柚希と鈴木萌花からなる、栗もえかがある。栗本の引退以降はあいらもえかに相方を代えて継続している。
- TV番組の企画から生まれたユニットのため、所属事務所から公式にはアナウンスされていない。
- 2019年5月に雨宮かのんが脱退したことにより2人となり、事実上の解散となっている。あいらもえかとしての活動は栗本ゆずきの引退で栗もえかの活動も終了したため代替で既に行っているので今回とは関係は無い。2020年2月のあいらもえかのコンサートにおいて、2-8とガチンコ3からのナンバリングを引き継いでいるので、形式上は継続している模様。

## メンバー
|   | 名前（所属ユニット）                           | よみ            | ニックネーム               | 生年月日              | 派生ユニット             |
| - | ---------------------------------------------- | --------------- | -------------------------- | --------------------- | ------------------------ |
| 1 | 雨宮かのん （はちみつロケット）                | あめみや かのん | かのん のんちゃん のんさん | 1999年9月20日（25歳） |                          |
| 2 | 鈴木萌花 （マジェスティックセブン）            | すずき もえか   | もえちん                   | 2002年2月5日（23歳）  | 栗もえか 2018年1月15日～ |
| 3 | 愛来 （奥澤村）                                | あいら          | ねぇさん あーちゃん        | 2002年12月8日（22歳） |                          |
| 4 | 栗本柚希 （リーフシトロン） ※2017年6月22日加入 | くりもと ゆずき | くりりん                   | 2000年10月5日（24歳） | 栗もえか 2018年1月15日～ |

## 略歴

### 2016年
- 7月14日 - 「清塚信也のガチンコ3B junior」第4回放送（フジテレビNEXT）にて、番組の選抜ユニット「ガチンコ3」のメンバーが発表される。
- 8月1日 - 「GIRLS' FACTORY 16 Day3」（場所：渋谷区・国立代々木競技場第一体育館）にて、初お披露目。鈴木萌花が初めて作詞した「夢」と太田雄大作詞作曲の「無題（仮）」を初披露。（フジテレビNEXT）
- 8月25日 - 「あたしの音楽」第22回放送（フジテレビNEXT）に出演。大森靖子とコラボし「絶対彼女」を披露。また前枠番組「坂崎幸之助のももいろフォーク村　（2周年！視聴者からのおハガキみんなで読みます）」に生出演、番組宣伝とオリジナル曲の配信を告知。「夢」と「無題（仮）」は、放送終了後music.jpにて無料配信された[1][2]。
- 9月8日 - 「清塚信也のガチンコ3B junior」第6回放送（フジテレビNEXT）に出演。「無題（仮）」のタイトル決定を告知、一般募集から選ばれた「未来の空の下で」となった。
- 9月29日 - 「きくちから　（3Bjunior高井千帆とガチンコ3へ）」第30回（フジテレビNEXT）に出演。
- 10月25日 - T.M.Revolution西川貴教の「Takanori Music Revolution」第1回（フジテレビNEXT）に出演。浅倉大介のピアノ伴奏で「THUNDERBIRD」を歌唱。
- 10月27日 - 「あたしの音楽」第24回（フジテレビNEXT）に出演。Anlyとのコラボで「太陽に笑え」、コアラモード．とのコラボで「豆の木」を披露。
- 11月17日 - 「きくちから　（コアラモード.へきくちから かのんといづみ・研さんも）」第32回（フジテレビNEXT）に出演。雨宮かのんが初めて作詞した「君の夢は僕の夢」と「青春が勿体ない」を初披露。
- 11月28日 - 「坂崎幸之助のももいろフォーク村　（「GIRLS'FOLKTORY　16」）」第65夜（フジテレビNEXT）に出演。コアラモード．と「君の夢は僕の夢」、玉井詩織/ももクロ・コアラモード．と「雨のち晴れのちスマイリー」を歌唱。ももいろクローバーZの「青春賦」では手話を披露した。
- 12月15日 - 「坂崎幸之助のももいろフォーク村　（木曜ワイドスペシャル「フNs音楽祭」）」第66夜（フジテレビNEXT）に出演。高橋研とガチンコ3で「青春が勿体ない」、大森靖子と雨宮かのんで「chu chu プリン」を初披露。
- 12月22日 -  「あたしの音楽」第26回（フジテレビNEXT）に、雨宮かのんがソロ出演。「chu chu プリン」をソロ歌唱。
- 12月31日 - 「第二回ゆく桃くる桃「年またぎ笑顔三昧」ももクロカウントダウンライブ生中継！」（フジテレビNEXT）の前座として、『「ゆく桃くる桃」へカウントダウン　ガチンコ3/3Bsenior サロンコンサート』（フジテレビNEXT）を無料観覧で開催（場所：横浜市・パシフィコ横浜　国立大ホール マリンロビー）[3]。「ガチンコ3　ファーストコンサート」として、ソロ曲を含む全9曲を生放送で披露。愛来が初めて作詞した「ガチンコ3のテーマ」を初披露。

### 2017年
- 1月31日 -  「あたしの音楽」第27回（フジテレビNEXT）に出演。雨宮かのん・尾崎亜美作詞、尾崎亜美作曲「小さな夢が割れたあの日」を初披露。
- 2月16日 - 「あたしの音楽」第28回（フジテレビNEXT）に出演。「ガチンコ3のテーマ」、雨宮かのん作詞、恩田快人作曲「ヒロイン」を初披露。
- 3月16日 - 「坂崎幸之助のももいろフォーク村」第69夜（フジテレビNEXT）に、雨宮かのんがソロ出演。尾崎亜美と「小さな夢が割れたあの日」を歌唱。
- 3月30日 - 「あたしの音楽」第29回（フジテレビNEXT）として、ガチンコ3初単独コンサート「ガチンコ３の１」を開催（場所：中央区・ヤマハホール）。ソロ曲、コラボ曲等を含む全20曲を生放送で披露。「みんながいるから」「キミの笑顔に会うために」「きみの歌を歌いたい」「Sigh of love」「扉の向こう」を初披露。[4]
- 4月26日 - 配信限定ミニアルバム「君の夢は僕の夢」をリリース。（iTunes Store、レコチョク、mora等配信サイトにて配信）[5]
- 6月22日 - 「きくちから（3Bjunior 栗本柚希とガチンコ3 愛来 鈴木萌花 雨宮かのんへ きくちから）」第39回（フジテレビNEXT）に出演。栗本柚希の加入を発表し「扉の向こう」「Sigh of love」を4人で初披露。
- 7月15日 - 「GIRLS’FACTORY NEXT」（場所：江東区・Zepp Tokyo）DAY2（フジテレビNEXT）第一部、ガチンコ3コンサート「ガチンコ４の２」に出演、全21曲を生放送で披露。「あなたが生まれた日」「未来ノート」「17歳のブルー」「大好き 君が」「1人じゃ」を初披露。
- 8月14日 - 「坂崎幸之助のももいろフォーク村　（GIRLS’FOLKTORY17）」第75夜 特別編（フジテレビNEXT）（場所：江東区・Zepp Tokyo）に出演。オープニングアクトで「1人じゃ」「わたし髪を切ったの」(初披露)「Sigh of love」、本編で「青春が勿体ない」大森靖子とコラボで「絶対彼女」と「draw (A)drow」を披露。
- 9月17日 - 「イナズマロックフェス 2017」（場所：滋賀県草津市・烏丸半島芝生広場）風神ステージのコアラモード.のステージに、ガチンコ3として愛来・栗本・鈴木が出演予定であったが、台風の影響によりイベントが中止となった。
- 9月28日 - 「きくちから（ダウンタウンももクロバンドへきくちから）」第41回（フジテレビNEXT）に出演。「ガチンコ3のテーマ(栗入り)」、カジヒデキと「17歳のブルー」、「大好き 君が」を披露。
- 10月8日 - ガチンコ3学園祭コンサート「ガチンコ４の３」を開催（場所：八王子市・日本工学院八王子専門学校　片柳記念ホール）。ソロ曲、コラボ曲等を含む全22曲を披露。「明日のあたし」「あの子の憂鬱」「晴れるかな」を初披露。
- 10月26日 - 「清塚信也のガチンコ3B junior」第20回（フジテレビNEXT）ガチンコ3学園祭コンサート「ガチンコ４の３」感想戦に出演。
- 12月21日 - 「西川貴教の僕らの音楽」第7回（フジテレビNEXT）に出演。TAKUYAと「あの子の憂鬱」を披露。
- 12月27日 - 「清塚信也のガチンコスターダストプラネット」第23回（フジテレビNEXT）に出演、「明日も」初披露。
- 12月31日 - 『「ゆく桃くる桃」へカウントダウン　第1部 ガチンコ3コンサート「ガチンコ４の４」』（フジテレビNEXT）を無料観覧で開催（場所：横浜市・パシフィコ横浜　国立大ホール マリンロビー）。ソロ曲を含む全13曲を生放送で披露。「スポットライト」を初披露[6]。

### 2018年
- 2月15日 - 「坂崎幸之助のももいろフォーク村」第81夜（フジテレビNEXT）ももクロアンプラグド「ももクロと坂崎とダウンタウンももクロバンドの夕べ」再演（場所：江東区・Zepp DiverCity TOKYO）に、栗もえかが出演。オープニングアクトで「TRUE COLORS」（栗もえか）、「サルの歌」（鈴木萌花×榊いずみ）、「失格」（栗本柚希×榊いずみ）、「You've Got a Friend」（栗もえか×榊いずみ×佐藤亙×ダウンタウンももクロバンド）を披露。本編では佐々木彩夏と「My Hamburger Boy」と「My Cherry Pie」を披露。
- 2月28日 - 「西川貴教の僕らの音楽」第9回（フジテレビNEXT）に出演。「晴れるかな」を披露、栗もえかが「Preserved Roses」をカバーした。
- 3月15日 - 「清塚信也のガチンコスターダストプラネット」第26回（フジテレビNEXT）に出演。
- 3月22日 - 「西川貴教の僕らの音楽」第10回（フジテレビNEXT）に出演。「スポットライト」「シーソー」、「Graduate」を含む全15曲を放送。
- 3月27日 - ガチンコ3コンサート「ガチンコ４の５」（場所：渋谷区・Mt.RAINIER HALL SHIBUYA PLEASURE PLEASURE）を開催。「かのんソロコンサート」「栗もえかコンサート」を含む、全31曲（新曲7曲）を披露。
- 4月9日 - 「コアラモード.小幡康裕のガチンコスターダストプラネット」第27回（「ガチンコ4の5」感想戦）、第28回（フジテレビNEXT）に出演。「坂崎幸之助のももいろフォーク村」第83夜（フジテレビNEXT）に栗もえかが出演、川嶋あいと「My sweet box」を披露。
- 4月29日 - 「コアラモード.×栗もえか ジョイントコンサート」（場所：港区・フジテレビ マルチシアター）に、栗もえかが出演。
- 5月13日 - 「IT’S MY TURN！2018 榊いずみ25周年ライブ」（場所：渋谷区・O-crest）のフロントアクトに、栗もえかが出演。
- 5月19日 - 「栗もえか×videobrotherジョイントライブ」（場所：港区・フジテレビ マルチシアター）に、栗もえかが出演。
- 5月30日 - 配信限定アルバム「扉の向こう」をリリース。（iTunes Store、Apple Music、レコチョク、LINE MUSIC等配信サイトにて配信）[7]
- 6月3日 - 「『扉の向こう』 レコ発イベント」（場所：港区・フジテレビ マルチシアター）、「コアラモード. 『COALAMODE.2〜街風泥棒〜』 発売記念合同ミニライブ」（場所：豊島区・HMVエソラ池袋）に出演。
- 6月9日 -「 榊いずみ×栗もえかジョイントコンサート」（場所：港区・フジテレビ マルチシアター）に、栗もえかが出演。

## オリジナル曲
|    | 曲名                   | 作詞                 | 作曲                                | 編曲     | 備考 |
| -- | ---------------------- | -------------------- | ----------------------------------- | -------- | --- |
| 1  | 夢                     | 鈴木萌花             | 太田雄大                            | 武部聡志 | |
| 2  | 未来の空の下で         | 太田雄大             | 太田雄大                            | 清水俊也 | 初披露時はタイトル未定のため「無題（仮）」となっていたが、後日一般募集から選ばれ「未来の空の下で」と決定した |
| 3  | 君の夢は僕の夢         | 雨宮かのん           | 小幡康裕・あんにゅ（コアラモード.） | 小幡康裕 | |
| 4  | 青春が勿体ない         | 雨宮かのん           | 高橋研                              | 宗本康兵 | |
| 5  | ガチンコ3のテーマ      | 愛来                 | 桜井秀俊（真心ブラザーズ）          | 武部聡志 | 歌詞にメンバーの名前が入っており、当初「あいら・もえ(か)・かのん」の3人の名前であったが、栗本柚希が正式加入した「ガチンコ４の２」以降は、3人の名前の後に「くり！」が加わり、「ガチンコ3のテーマ(栗入り)」と表記されている |
| 6  | 小さな夢が割れたあの日 | 雨宮かのん・尾崎亜美 | 尾崎亜美                            | 武部聡志 | |
| 7  | ヒロイン               | 雨宮かのん           | 恩田快人                            | 宗本康兵 | |
| 8  | みんながいるから       | 愛来                 | 桜井秀俊（真心ブラザーズ）          |          | |
| 9  | キミの笑顔に会うために | 鈴木萌花             | 太田雄大                            |          | |
| 10 | きみの歌を歌いたい     | 雨宮かのん           | 浅倉大介                            |          | |
| 11 | Sigh of love           | 雨宮かのん           | 武部聡志                            |          | |
| 12 | 扉の向こう             | 栗本柚希             | 太田雄大                            |          | |
| 13 | あなたが生まれた日     | 愛来                 | 太田雄大                            |          | |
| 14 | 未来ノート             | 鈴木萌花             | 恩田快人                            |          | |
| 15 | 17歳のブルー           | 雨宮かのん           | カジヒデキ                          |          | 雨宮かのん、愛来が歌唱担当 |
| 16 | 大好き 君が            | 栗本柚希             | 宗本康兵                            |          | 鈴木萌花、栗本柚希が歌唱担当 |
| 17 | 1人じゃ                | 雨宮かのん           | 嘉門タツオ                          |          | |
| 18 | わたし髪を切ったの     | 雨宮かのん           | 奥華子                              |          | |
| 19 | 明日のあたし           | 雨宮かのん           | 藤岡麻美                            |          | |
| 20 | あの子の憂鬱           | 雨宮かのん           | TAKUYA                              |          | |
| 21 | 晴れるかな             | 栗本柚希             | 藤岡麻美                            |          | |
| 22 | スポットライト         | 雨宮かのん           | 宇宙まお                            |          | |
| 23 | 強くいたい             | 雨宮かのん           | 本間照光                            |          | |

### ソロ曲
|   | 曲名                      | 作詞       | 作曲                       | 編曲     | 歌唱担当   | 備考 |
| - | ------------------------- | ---------- | -------------------------- | -------- | ---------- | ---- |
| 1 | chu chu プリン            | 雨宮かのん | 大森靖子                   | 宗本康兵 | 雨宮かのん |      |
| 2 | 明日も                    | 鈴木萌花   | 眞野雅規                   | 武部聡志 | 鈴木萌花   |      |
| 3 | シーソー                  | 栗本柚希   | 増村エミコ（VOJA-tension） |          | 栗本柚希   |      |
| 4 | Graduate ~それぞれの道へ~ | 愛来       | 宇宙まお                   |          | 愛来       |      |
| 5 | 19歳なんていらない        | 雨宮かのん | 雨宮かのん                 |          | 雨宮かのん |      |
| 6 | ぼくは悪くない            | 雨宮かのん | コレサワ                   |          | 雨宮かのん |      |

### 栗もえか
|   | 曲名         | 作詞               | 作曲          | 編曲 | 備考                |
| - | ------------ | ------------------ | ------------- | ---- | ------------------- |
| 1 | 明日には     | 雨宮かのん         | 榊いずみ      |      | 栗もえかのん        |
| 2 | 明日の幸せ   | 鈴木萌花           | Anly          |      |                     |
| 3 | My sweet box | 鈴木萌花、川嶋あい | 宗本康兵      |      | 川嶋あい × 栗もえか |
| 4 | 弱い虫       | 栗本柚希           | コアラモード. |      |                     |
| 5 | 恋をしてね   | 鈴木萌花           | 宇宙まお      |      |                     |
| 6 | ギターリフ   | 栗本柚希           | 宇宙まお      |      |                     |

## 作品

### アルバム
|   | タイトル       | 発売日        | 収録曲 | 備考                                                                                        |
| - | -------------- | ------------- | --- | ------------------------------------------------------------------------------------------- |
| 1 | 君の夢は僕の夢 | 2017年4月26日 | M1.夢 M2.未来の空の下で M3.chu chu プリン M4.君の夢は僕の夢 M5.青春が勿体ない M6.ガチンコ3のテーマ M7.ヒロイン M8.小さな夢が割れたあの日 | iTunes Store、レコチョク、mora等配信サイトにて発売された配信限定ミニアルバム                |
| 2 | 扉の向こう     | 2018年5月30日 | M1.扉の向こう M2.Sigh of love M3.17歳のブルー M4.大好き 君が M5.わたし髪を切ったの M6.きみの歌を歌いたい M7.晴れるかな M8.あの子の憂鬱 M9.スポットライト M10.ガチンコ3のテーマ（栗入り） M11.明日も M12.シーソー M13.Graduate~それぞれの道へ~ M14.chu chuプリン | iTunes Store、Apple Music、レコチョク、LINE MUSIC等配信サイトにて発売された配信限定アルバム |

## ライブ
|   | タイトル                                     | 日時                     | 場所                                      | セットリスト |
| - | -------------------------------------------- | ------------------------ | ----------------------------------------- | --- |
| 1 | ガチンコ3 ファーストコンサート               | 2016年12月31日 20:20開演 | パシフィコ横浜 国立大ホール マリンロビー  | 1. ガチンコ3のテーマ 2. 豆の木 3. 夢 4. 未来の空の下で 5. 君の夢は僕の夢 6. 青春が勿体ない 7. 雨のち晴れのちスマイリー 8. ガチンコ3のテーマ 9. chu chu プリン（雨宮かのん） |
| 2 | ガチンコ３の１                               | 2017年3月30日 19:00開演  | ヤマハホール                              | 1. 僕らの音楽のテーマ 2. ガチンコ3のテーマ 3. みんながいるから 4. 未来の空の下で 5. キミの笑顔に会うために 6. chu chu プリン（雨宮かのん） 7. HAPPY BIRTHDAY 8. TRUE COLORS（鈴木萌花×加藤いづみ） 9. 好きになって、よかった（愛来×加藤いづみ） 10. THUNDERBIRD（ガチンコ3×加藤いづみ） 11. きみの歌を歌いたい 12. 君の夢は僕の夢 13. 小さな夢が割れたあの日 14. 青春が勿体ない 15. ヒロイン 16. 未来の空の下で 17. ガチンコ3のテーマ 18. Sigh of love（ガチンコ3×宮本笑里） 19. 夢（ガチンコ3×宮本笑里） 20. 扉の向こう（栗本柚希×ガチンコ3）               |
| 3 | ガチンコ４の２                               | 2017年7月15日 18:00開演  | Zepp Tokyo                                | 1. 未来（コアラモード．） 2. 君の夢は僕の夢 3. 扉の向こう 4. キミの笑顔に会うために 5. あなたが生まれた日 6. 未来ノート 7. ヒロイン 8. POWER OF LOVE（JUDY AND MARY） 9. 17歳のブルー 10. 大好き 君が 11. 1人じゃ 12. DOKONOKOにするの？（堀越ダイナマイツ） 13. chu chu プリン 14. 小さな夢が割れたあの日 15. 夢 16. 未来の空の下で 17. 青春が勿体ない 18. ガチンコ3のテーマ 19. みんながいるから 20. Sigh of love |
| 4 | ガチンコ3学園祭コンサート 「ガチンコ４の３」 | 2017年10月8日 15:00開演  | 日本工学院八王子専門学校 片柳記念ホール   | 1. ガチンコ3のテーマ(栗入り) 2. 青春が勿体ない 3. 未来の空の下で 4. 君の夢は僕の夢（ガチンコアラモード.） 5. 大旋風（ガチンコアラモード.） 6. みんながいるから（ガチンコアラモード.） 7. 未来（ガチンコアラモード.） 8. 17歳のブルー 9. 大好き 君が 10. 明日のあたし 11. わたし髪を切ったの 12. 夢 13. 小さな夢が割れたあの日 14. Sigh of love 15. あなたが生まれた日 16. キミの笑顔に会うために 17. 扉の向こう 18. ヒロイン 19. あの子の憂鬱（ガチンコ3×TAKUYA） 20. motto（ガチンコ3×TAKUYA×あんにゅ） 21. ガチンコ3のテーマ(栗入り) 22. 晴れるかな        |
| 5 | ガチンコ４の４                               | 2017年12月31日 19:00開演 | パシフィコ横浜 国立大ホール マリンロビー  | 1. 扉の向こう 2. 17歳のブルー 3. 大好き 君が 4. あの子の憂鬱 5. 未来ノート 6. 未来の空の下で 7. スポットライト（ガチンコ3×宇宙まお） 8. 夢 9. 青春が勿体ない 10. ヒロイン 11. 晴れるかな 12. ガチンコ3のテーマ(栗入り) 13. 明日も |
| 6 | ガチンコ４の５                               | 2018年3月27日 19:00開演  | Mt.RAINIER HALL SHIBUYA PLEASURE PLEASURE | 1. 17歳のブルー 2. あなたが生まれた日 3. ヒロイン 4. 未来の空の下で 5. みんながいるから 6. 強くいたい 7. 君の夢は僕の夢 8. 扉の向こう 9. キミの笑顔に会うために 10. Graduate~それぞれの道へ~ 11. ありがとう、そしてさよなら 12. Sigh of love 13. ガチンコ3のテーマ（栗入り） 14. chu chu プリン 15. スポットライト 16. ジターバグ 17. 19歳なんていらない 18. ぼくは悪くない 19. 明日には 20. 失格 21. 明日の幸せ 22. 明日も 23. シーソー 24. 大好き 君が 25. My sweet box 26. 夢 27. 晴れるかな 28. 弱い虫 29. Preserved Roses 30. 青春が勿体ない 31. 弱い虫 |

## 出演

### テレビ
- 「GIRLS' FACTORY 16 Day3」（フジテレビNEXT　2016年8月1日放送）
- 「坂崎幸之助のももいろフォーク村2周年！視聴者からのおハガキみんなで読みます」（フジテレビNEXT　2016年8月25日放送）
- 「あたしの音楽」第22回（フジテレビNEXT　2016年8月25日放送)
- 「清塚信也のガチンコ3B junior」第6回（フジテレビNEXT　2016年9月8日放送）
- 「きくちから（3Bjunior高井千帆とガチンコ3へ）」第30回（フジテレビNEXT　2016年9月29日放送）
- 「Takanori Music Revolution」第1回（フジテレビNEXT　2016年10月25日放送）
- 「あたしの音楽」第24回（フジテレビNEXT　2016年10月27日放送）
- 「きくちから（コアラモード.へきくちから かのんといづみ・研さんも）」第32回（フジテレビNEXT　2016年11月17日放送）
- 「坂崎幸之助のももいろフォーク村」第65夜（フジテレビNEXT　2016年11月28日放送）
- 「坂崎幸之助のももいろフォーク村」第66夜（フジテレビNEXT　2016年12月15日放送）
- 「あたしの音楽」第26回（フジテレビNEXT　2016年12月22日放送）
- 「「ゆく桃くる桃」へカウントダウン　ガチンコ3/3Bsenior サロンコンサート」（フジテレビNEXT　2016年12月31日放送）
- 「あたしの音楽」第27回（フジテレビNEXT　2017年1月31日放送）
- 「あたしの音楽」第28回（フジテレビNEXT　2017年2月16日放送）
- 「坂崎幸之助のももいろフォーク村」第69夜（フジテレビNEXT　2017年3月16日放送）
- 「あたしの音楽」第29回（フジテレビNEXT　2017年3月30日放送）
- 「きくちから（3Bjunior 栗本柚希とガチンコ3 愛来 鈴木萌花 雨宮かのんへ きくちから）」第39回（フジテレビNEXT　2017年6月22日放送）
- 「GIRLS’FACTORY NEXT」DAY2（フジテレビNEXT　2017年7月15日放送）
- 「坂崎幸之助のももいろフォーク村」第75夜 特別編（フジテレビNEXT　2017年8月14日放送）
- 「きくちから（ダウンタウンももクロバンドへきくちから）」第41回（フジテレビNEXT　2017年9月28日放送）
- 「清塚信也のガチンコ3B junior」第20回（フジテレビNEXT　2017年10月26日放送）
- 「西川貴教の僕らの音楽」第7回（フジテレビNEXT　2017年12月21日放送）
- 「清塚信也のガチンコスターダストプラネット」第23回（フジテレビNEXT　2017年12月27日放送）
- 「「ゆく桃くる桃」へカウントダウン　第1部 ガチンコ3コンサート「ガチンコ４の４」」（フジテレビNEXT　2017年12月31日放送）
- 「坂崎幸之助のももいろフォーク村」第81夜（フジテレビNEXT　2018年2月15日放送）
- 「西川貴教の僕らの音楽」第9回（フジテレビNEXT　2018年2月28日放送）
- 「西川貴教の僕らの音楽」第10回（フジテレビNEXT　2018年3月22日放送）
- 「清塚信也のガチンコスターダストプラネット」第26回（フジテレビNEXT　2017年3月15日放送）
- 「コアラモード.小幡康裕のガチンコスターダストプラネット」第27回、第28回（フジテレビNEXT　2017年4月9日放送）
- 「坂崎幸之助のももいろフォーク村」第83夜（フジテレビNEXT　2017年4月9日放送）